# Kyrie Irving
Pour les articles homonymes, voir Irving.
Kyrie Irving, né le 23 mars 1992 à Melbourne en Australie, est un joueur australo-américain de basket-ball. Il joue au poste de meneur, et même parfois d'arrière pour les Mavericks de Dallas en National Basketball Association (NBA).

## Biographie

### Au secondaire
Irving joue à Montclair Kimberley Academy pendant ses deux années de secondaire. Il réalise des statistiques de 26,5 points, 10,3 rebonds, 4,8 passes et 3,6 interceptions et devient le deuxième joueur de son secondaire à marquer plus de 1 000 points. Il rejoint ensuite le St. Patrick's High School dans le New Jersey. Pendant l'été 2009, il est invité au prestigieux Boost Mobile Elite 24, à Rucker Park. Lors de la saison 2009-2010, sa dernière à St. Patrick, Kyrie Irving est considéré comme l'un des meilleurs secondaire du pays, terminant deuxième du classement du site Scouts.com et troisième de celui d'ESPN.
Le 20 janvier 2010, Irving est sélectionné pour intégrer la sélection nationale junior. Cette sélection américaine participe au Nike Hoop Summit de 2010, le 10 avril, à Portland, Oregon. Il est aussi invité au McDonald's All-American Game 2010 et au Jordan Brand Classic, où il est élu co-MVP avec Harrison Barnes. En juin 2010, Irving participe à la victoire de l'équipe des États-Unis lors du championnat des Amériques des moins de 18 ans (FIBA Americas U18 Championship) : il est le troisième marqueur de son équipe avec 13,6 points et le meilleur passeur avec 2,6 passes.

### À l'université
Irving annonce sa décision de jouer pour les Blue Devils de l'université Duke le 22 octobre 2009 lors d'une émission sur ESPN-U. Sous la direction de l'entraîneur Mike Krzyzewski, il commence la saison 2010-2011 avec des statistiques de 17,4 points — meilleur marqueur de son équipe —, 3,8 rebonds, 5,1 passes et 1,5 interception avec 53,2 % aux tirs pendant ses huit matches de saison régulière. Mais, lors de son huitième match, il se déchire un ligament de son orteil droit, ce qui le prive de presque la totalité de la saison. Il fait son retour sur le banc lors du tournoi NCAA, avec un temps de jeu limité. Duke termine finalement sa saison sur une défaite 93 à 77 face aux Wildcats de l'Arizona où évolue un autre prétendant aux premières places de la draft de 2011, Derrick Williams. Ce dernier inscrit 35 points lors de ce Sweet Sixteen - huitième de finale ou aussi appelé demi-finales régionales - tandis que Irving inscrit 28 points, à 9 sur 15 aux tirs, et délivre 3 passes en 31 minutes.

### Cavaliers de Cleveland (2011-2017)

#### Saison 2011-2012

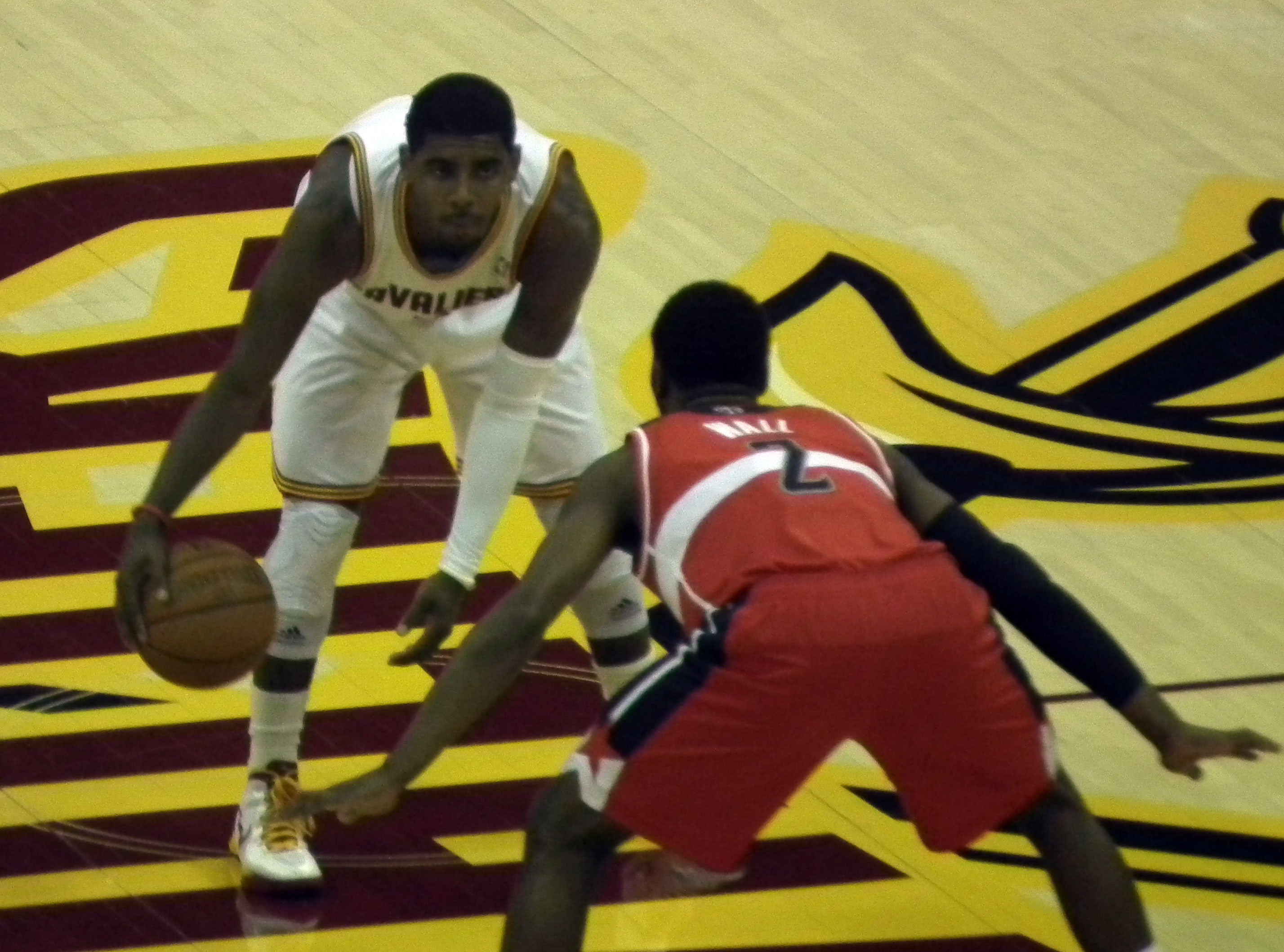
Irving avec les Cavaliers de Cleveland

Irving annonce qu'il décide de ne pas disputer ses trois dernières saisons universitaires pour entrer à la Draft 2011 de la NBA. Il est choisi en première position par les Cavaliers de Cleveland,.
Il est le deuxième joueur né en Australie à être sélectionné à la première place d'une Draft de la NBA après Andrew Bogut qui a été choisi à la Draft 2005 de la NBA par les Bucks de Milwaukee.
Le départ de LeBron James de Cleveland laisse les Cavaliers sans leader. Irving s'impose comme le nouveau leader de l'équipe en tournant à plus de 18 points en moyenne et en obtenant les tirs importants. Deux fois dans la saison, il va marquer le panier de la victoire, face à Denver et Boston.
Il ramène aussi les Cavaliers dans la course aux playoffs mais la blessure d'Anderson Varejão à la mi-saison les fait chuter au classement.
À la fin de la saison, il remporte le titre de NBA Rookie of the Year devant Ricky Rubio des Timberwolves du Minnesota et Kenneth Faried des Nuggets de Denver.

#### Saison 2012-2013
La saison suivante est celle de la confirmation pour Kyrie Irving. Il s'impose comme un des meilleurs jeunes de la NBA. Il réalise d'excellentes performances, avec notamment 34 points contre les Nets de Brooklyn, 41 points au Madison Square Garden contre les Knicks de New York ou encore 40 points contre les Celtics de Boston. Il rentre également deux tirs pour la victoire contre les Bobcats de Charlotte et les Raptors de Toronto. Sa bonne saison est récompensée par une première participation au NBA All-Star Game 2013. Pendant le week-end du All-Star Game, il remporte le concours de tirs à 3 points. Il termine sa deuxième saison avec 22,5 points de moyenne par rencontre.

#### Saison 2013-2014
Kyrie Irving est choisi par le public pour débuter au poste de meneur au NBA All-Star Game 2014. Auteur d'un grand match, Irving finit MVP du All-Star Game avec 31 points et 14 passes décisives. Le 28 février 2014, lors de la victoire des siens contre le Jazz de l'Utah, il réalise le premier triple-double de sa carrière avec 21 points, 10 rebonds et 12 passes décisives. Le 5 avril 2014, Irving bat son record de points en marquant 44 points contre les Bobcats de Charlotte.
Le 1er juin 2014, Irving signe une prolongation de contrat de 90 millions sur 5 ans, synonyme de contrat maximum.
Le 14 septembre 2014, il remporte la Coupe du monde 2014 avec les États-Unis et est élu meilleur joueur (MVP) de la compétition.

#### Saison 2014-2015
À l'été 2014, LeBron James annonce son retour aux Cavs. Cleveland fait aussi signer Kevin Love. Le 28 janvier 2015 face aux Trail Blazers de Portland, les Cavaliers gagnent le match notamment grâce à Irving qui inscrit 55 points ajoutant 5 passes décisives et 4 rebonds à 17 sur 36 au tir et 10 sur 10 aux lancers francs. Cette performance permet à Irving d'établir un nouveau record personnel de points. Il bat aussi son record et le record des Cavaliers aux tirs à trois points avec 11 tir à trois points sur 19. Le 12 mars 2015 face aux Spurs de San Antonio, Irving réalise son nouveau record de points lors de la victoire des Cavs (128-125 après prolongation grâce à un tir a trois points d'Irving) avec 57 points, il ajoute 5 passes décisives et 3 rebonds à 20 sur 32 aux tirs, 7 sur 7 à trois points et 10 sur 10 aux lancers francs en 47 minutes. Ses 57 points sont le record de la saison 2014-2015.
Les Cavaliers atteignent les Finales NBA mais Irving se blesse au genou lors de la finale de conférence Est face aux Hawks d'Atlanta. Il aggrave sa blessure en prolongation du match 1 de la finale NBA face aux Warriors de Golden State, et ne rejoue plus lors de la série. Les Cavs sont battus 4 manches à 2.

#### Saison 2015-2016
Sorti sur blessure pendant le premier match des finales NBA de 2015, Irving effectue son retour le 20 décembre 2015 lors de la victoire face aux Sixers de Philadelphie en marquant 12 points et effectuant 4 passes décisives. Les Cavaliers remportent le titre NBA en prenant leur revanche sur le champion en titre, les Warriors (4-3). Lors de la 5e rencontre, James et Irving marquent 41 points chacun, ce dernier réalise un 17 sur 24 au tir. Il marque aussi le tir à trois points décisif à la fin du 7e match, face à Stephen Curry, alors que le score est de 89-89 à une minute de la fin du match. Ses moyennes en playoffs sont de 25,2 points 4,7 passes et 3 rebonds. Sur les finales NBA, ses statistiques sont de 27 points, 4 passes décisives et 4 rebonds.

#### Saison 2016-2017
Lors de cette saison, Irving réalise ses meilleurs statistiques avec des moyennes de 25,2 points, 5,8 passes décisives et 3,2 rebonds. Les Cavaliers atteignent les Finales NBA mais perdent 4-1 contre les Warriors.

### Celtics de Boston (2017-2019)

#### Saison 2017-2018
Désireux de ne plus jouer dans l'ombre de LeBron James, Kyrie Irving demande aux dirigeants des Cavaliers d'être échangé à l'issue de la saison 2016-2017. Irving est échangé contre Isaiah Thomas, Jae Crowder, Ante Žižić et un premier tour de draft 2018 (celui des Nets de Brooklyn récupéré quelques années auparavant par les Celtics). Malgré un début de saison difficile à cause de la longue blessure de Gordon Hayward, les Celtics enchaînent une série de 16 victoires consécutives, avec notamment une contre les Warriors, les champions en titre.
Cependant, le 5 avril 2018, les Celtics annoncent qu'Irving ne participera pas aux playoffs à cause d'une opération du genou. L'absence du meneur all-star compromet alors grandement les chances de Boston pour le titre NBA. Les Celtics atteignent tout de même la finale de la conférence Est mais s'inclinent 4 manches à 3 face aux Cavaliers de Cleveland.

#### Saison 2018-2019
Après avoir terminé quatrième de la conférence Est et longtemps lutté pour conserver l'avantage du terrain, les Celtics emmenés par Irving se présentent face aux Pacers d'Indiana au premier tour des playoffs. Boston s'impose par un sweep, 4 manches à 0 mais ne parvient pas à atteindre la finale de la conférence Est en s'inclinant 4 manches à 1 en demi-finale face aux Bucks de Milwaukee. Kyrie Irving se voit toutefois récompensé par une nomination dans l'équipe All-NBA Second Team.

### Nets de Brooklyn (2019-2023)

#### Saison 2019-2020
Le 1er juillet 2019, il signe un contrat de 4 ans chez les Nets de Brooklyn pour la somme de 142 millions de dollars.
Le 23 octobre, pour son premier match de saison régulière avec les Nets, il marque 50 points, capte 8 rebonds et délivre 7 passes décisives mais ne parvient pas à éviter la défaite de son équipe face aux Timberwolves du Minnesota (défaite 127 à 126). Kyrie Irving bat toutefois le record du nombre de points marqués par un joueur pour son premier match avec une nouvelle équipe.
En février, Irving se fait opérer de l'épaule droite et manque le reste de la saison.

#### Saison 2021-2022
Kyrie Irving refuse de se faire vacciner contre la Covid-19. Or le protocole sanitaire de lutte contre la pandémie de Covid-19 mis en place par la ville de New York interdit à une personne de pénétrer dans une salle de sport de la ville si elle n'est pas vaccinée. Donc Irving ne peut jouer au Barclays Center, la salle où jouent les Nets à domicile ce qui le prive de participer à la moitié des rencontres de son équipe. Dans un premier temps, Irving est toutefois autorisé à s'entraîner avec ses coéquipiers mais la direction des Nets décide ensuite d'écarter Irving de l'équipe tant qu'il ne peut jouer pleinement avec l'équipe,. Mi-décembre les Nets annoncent le retour de Kyrie Irving sur les parquets pour les matchs extérieurs (pour pallier les problèmes d'effectif pendant la pandémie de Covid-19), seulement, le lendemain de cette annonce il est testé positif au Covid-19 et se retrouve donc interdit de jouer en raison du protocole sanitaire de la ligue. Il rejoue pour la première fois le 5 janvier 2021 face aux Pacers de l'Indiana. 
Au mois de janvier 2022, Kyrie Irving est sanctionné par une amende de 25 000 dollars à la suite d'une altercation l'opposant à un spectateur de Cleveland.
Le 16 mars 2022, il inscrit 60 points (dont 41 en première mi-temps) avec un très bon pourcentage au tir (20/31 au tir et 8/12 à trois points) dans une victoire des Nets 150 à 108 face au Magic. Il signe ainsi son record personnel et le record de l'histoire de la franchise.
La ville de New York change son protocole sanitaire fin mars 2022 et autorise les sportifs et artistes non vaccinés à jouer dans les salles de la ville. Kyrie Irving joue son premier match à domicile de la saison le 27 mars : une défaite face aux Hornets de Charlotte,.
Le 19 avril 2022, le joueur écope de nouveau d'une amende de 50 000 dollars pour avoir fait des doigts d'honneur aux spectateurs de Boston, son précédent club, avant d'insulter un fan.
Les Nets participent aux playoffs mais sont éliminés 4-0 par les Celtics dès le premier tour.

#### Saison 2022-2023
En octobre 2022, Irving promeut sur les réseaux sociaux le film Hebrews to Negroes: Wake Up Black America de Ronald Dalton Jr qui est décrit comme antisémite. Le président des Nets, Joe Tsai, condamne publiquement Irving pour cette promotion et Irving répond qu'il n'est pas antisémite,. Il fait ensuite un don de 500 000 dollars à l'Anti-Defamation League. Mais devant le refus de Kyrie Irving de faire des excuses formelles et de condamner l'antisémitisme, les Nets choisissent de suspendre Irving pour, au minimum, 5 rencontres. Le don d'Irving est de plus refusé par l'ADL. Irving présente ensuite des excuses publiques sur Instagram dont la formulation ne convainc pas entièrement,. L'équipementier Nike décide aussi de suspendre son partenariat avec Kyrie Irving, et en particulier annule le lancement de la chaussure Kyrie 8,. Irving présente de nouvelles excuses publiques. Il manque au total 8 rencontres et rejoue à partir du 20 novembre. Irving regrette toutefois de ne pas avoir de plateforme pour pouvoir « partager ouvertement ce qu'il ressent sans être lourdement critiqué »,. En décembre, Nike décide de rompre son contrat avec Irving. Le contrat permettait à Irving de toucher environ 11 millions de dollars par an,.
Kevin Durant se blesse début janvier et Irving devient le leader offensif de l'équipe, avec une pointe à 48 points face au Jazz de l'Utah le 20 janvier. Début février, Irving demande à être transféré avant la date limite des transferts fixée au 9 février,.

### Mavericks de Dallas (depuis 2023)
Quelques jours plus tard, il est transféré avec Markieff Morris aux Mavericks de Dallas en échange de Spencer Dinwiddie, Dorian Finney-Smith, un premier tour de draft 2029 et deux seconds tours de draft.
En juillet 2023, il prolonge avec les Mavericks pour un contrat de 126 millions de dollars sur trois saisons. 
Le 3 mars 2025, lors de la rencontre contre les Kings de Sacramento, la saison d'Irving prend fin à la suite d'une entorse du ligament croisé antérieur.

## Style de jeu
Irving est un meneur scoreur. C'est un excellent dribbleur qui maîtrise une vaste gamme de gestes techniques, allant du crossover au step back. Il est largement considéré comme l'un des meilleurs dribbleurs de l'histoire de la NBA. À cela s'ajoute une rapidité d'exécution et de mouvement, qualité qui lui octroie un avantage certain lors des 1 contre 1. Le meneur compte dans sa palette offensive un tir très fiable à mi-distance (45,4 % en carrière) comme à 3 points (39 % en carrière), lequel lui a permis de remporter le concours de trois-points au All-Star Game. Il en a fait preuve à de nombreuses reprises, se montrant très prolifique au tir dans les moments décisifs ce qui lui vaut le surnom de "Mr. Fourth Quarter" ("M. 4e quart-temps").
Irving est l'un des meilleurs finisseurs de la ligue, notamment grâce à sa facilité à déplacer le ballon de gauche à droite et de haut en bas en l'air et à son habilité à changer de main en l'air. Il peut, dans un laps de temps réduit, trouver une faille dans la défense et l'exploiter pour marquer un lay-up.
Sa force réside donc dans sa capacité à conclure ses actions par des points marqués ce qui l'a fréquemment conduit à assumer le rôle de scoreur au sein de son équipe.

## Palmarès

### Distinctions personnelles
- Participation au 2010 McDonald All-American[44]
- Participation au 2010 Jordan Brand Classic[44].
- Élu co-MVP du 2010 Jordan Brand Classic[44].
- Nommé à la All-American First Team 2010 par le magazine ESPN Rise[45]
- MVP du BBVA Rising Star Challenge de la saison 2011-2012, en compilant 34 points et 9 passes décisives dont 8/8 à 3 points.
- Rookie des mois de janvier, février et mars 2012 pour la Conférence Est.
- NBA Rookie of the Year (meilleur débutant de l'année) en 2012.
- Vainqueur du Three-point Shootout lors du NBA All-Star Week-end 2013.
- 9 sélections au NBA All-Star Game en 2013, 2014, 2015, 2017, 2018, 2019, 2021, 2023 et en 2025.
- NBA All-Star Game Most Valuable Player Award en 2014 avec 31 points et 14 passes décisives.
- Meilleur joueur de la Coupe du monde 2014 en Espagne.
- All-NBA Third Team en 2015 et 2021
- All-NBA Second Team en 2019
- Avec Pascal Siakam, joueur ayant joué le plus de minutes en moyenne en 2023 (37 min 4)

### En club
- Champion de la Conférence Est en 2015, 2016 et 2017 avec les Cavaliers de Cleveland
- Champion de la Division Centrale en 2015 avec les Cavaliers de Cleveland
- Champion NBA en 2016 avec les Cavaliers de Cleveland
- Champion de la Conférence Ouest en 2024 avec les Mavericks de Dallas
- Champion de la Division Sud-Ouest en 2024 avec les Mavericks de Dallas

### En sélection nationale
- Médaille d'or aux Jeux olympiques de 2016.
- Médaillé d'or à la Coupe du monde 2014 en Espagne.

## Statistiques

### Universitaires
Statistiques en matchs universitaires de Kyrie Irving
| Saison    | Équipe   | Matchs | Titul. | Min./m | % Tir | % 3pts | % LF | Rbds/m. | Pass/m. | Int/m. | Ctr/m. | Pts/m. |
| --------- | -------- | ------ | ------ | ------ | ----- | ------ | ---- | ------- | ------- | ------ | ------ | ------ |
| 2010-2011 | Duke     | 11     | 11     | 27,5   | 52,9  | 46,2   | 90,1 | 3,36    | 4,27    | 1,45   | 0,55   | 17,45  |
| Carrière  | Carrière | 11     | 11     | 27,5   | 52,9  | 46,2   | 90,1 | 3,36    | 4,27    | 1,45   | 0,55   | 17,45  |

### Professionnelles

#### Saison régulière
Statistiques en match en saison régulière de Kyrie Irving
| Champion NBA | Recrue/rookie de la saison |

gras = ses meilleures performances
| Saison        | Équipe        | Matchs | Titul. | Min./m | % Tir | % 3pts | % LF | Rbds/m. | Pass/m. | Int/m. | Ctr/m. | Pts/m. |
| ------------- | ------------- | ------ | ------ | ------ | ----- | ------ | ---- | ------- | ------- | ------ | ------ | ------ |
| 2011-2012*    | Cleveland     | 51     | 51     | 30,5   | 46,9  | 39,9   | 87,2 | 3,75    | 5,39    | 1,06   | 0,39   | 18,51  |
| 2012-2013     | Cleveland     | 59     | 59     | 34,7   | 45,2  | 39,1   | 85,5 | 3,66    | 5,93    | 1,51   | 0,36   | 22,46  |
| 2013-2014     | Cleveland     | 71     | 71     | 35,2   | 43,0  | 35,8   | 86,1 | 3,65    | 6,10    | 1,52   | 0,32   | 20,82  |
| 2014-2015     | Cleveland     | 75     | 75     | 36,4   | 46,8  | 41,5   | 86,3 | 3,16    | 5,19    | 1,52   | 0,27   | 21,71  |
| 2015-2016     | Cleveland     | 53     | 53     | 31,5   | 44,8  | 32,2   | 88,5 | 2,96    | 4,70    | 1,06   | 0,34   | 19,64  |
| 2016-2017     | Cleveland     | 72     | 72     | 35,1   | 47,3  | 40,1   | 90,5 | 3,19    | 5,81    | 1,15   | 0,33   | 25,22  |
| 2017-2018     | Boston        | 60     | 60     | 32,2   | 49,1  | 40,8   | 88,9 | 3,78    | 5,10    | 1,08   | 0,28   | 24,43  |
| 2018-2019     | Boston        | 67     | 67     | 33,0   | 48,7  | 40,1   | 87,3 | 5,00    | 6,93    | 1,54   | 0,51   | 23,82  |
| 2019-2020     | Brooklyn      | 20     | 20     | 32,9   | 47,8  | 40,2   | 92,2 | 5,15    | 6,40    | 1,35   | 0,50   | 27,40  |
| 2020-2021     | Brooklyn      | 54     | 54     | 34,9   | 50,6  | 40,2   | 92,2 | 4,76    | 6,00    | 1,41   | 0,69   | 26,87  |
| 2021-2022     | Brooklyn      | 29     | 29     | 37,6   | 46,9  | 41,8   | 91,5 | 4,38    | 5,76    | 1,41   | 0,59   | 27,45  |
| 2022-2023     | Brooklyn      | 40     | 40     | 37,0   | 48,6  | 37,4   | 88,3 | 5,10    | 5,28    | 1,02   | 0,82   | 27,10  |
| 2022-2023     | Dallas        | 20     | 20     | 38,1   | 51,0  | 39,2   | 94,7 | 5,00    | 6,00    | 1,25   | 0,60   | 26,95  |
| 2023-2024     | Dallas        | 58     | 58     | 35     | 49,7  | 41,1   | 90,5 | 5,00    | 5,16    | 1,28   | 0,48   | 25,63  |
| 2024-2025     | Dallas        | 50     | 50     | 36,1   | 47,3  | 40,1   | 91,6 | 4,80    | 4,62    | 1,32   | 0,46   | 24,68  |
| Carrière      | Carrière      | 779    | 779    | 34,5   | 47,4  | 39,4   | 88,8 | 4,80    | 5,60    | 1,31   | 0,43   | 23,66  |
| All-Star Game | All-Star Game | 10     | 7      | 22,8   | 59,8  | 46,0   | 75,0 | 5,40    | 8,30    | 1,10   | 0,10   | 17,20  |

Note: * Cette saison a été réduite de 82 à 72 match en raison du lock-out

Dernière mise à jour effectuée le 9 mars 2025.

#### Playoffs
Statistiques NBA en playoffs
| Saison   | Équipe    | Matchs | Titul. | Min./m | % Tir | % 3pts | % LF  | Rbds/m. | Pass/m. | Int/m. | Ctr/m. | Pts/m. |
| -------- | --------- | ------ | ------ | ------ | ----- | ------ | ----- | ------- | ------- | ------ | ------ | ------ |
| 2015     | Cleveland | 13     | 13     | 35,7   | 43,8  | 45,0   | 84,1  | 3,62    | 3,85    | 1,31   | 0,85   | 19,00  |
| 2016     | Cleveland | 21     | 21     | 36,8   | 47,5  | 44,0   | 87,5  | 2,95    | 4,67    | 1,71   | 0,62   | 25,24  |
| 2017     | Cleveland | 18     | 18     | 36,3   | 46,8  | 37,3   | 90,5  | 2,83    | 5,28    | 1,28   | 0,44   | 25,89  |
| 2019     | Boston    | 9      | 9      | 36,7   | 38,5  | 31,0   | 90,0  | 4,44    | 7,00    | 1,33   | 0,44   | 21,33  |
| 2021     | Brooklyn  | 9      | 9      | 36,1   | 47,2  | 36,9   | 92,9  | 5,80    | 3,40    | 1,00   | 0,60   | 22,70  |
| 2022     | Brooklyn  | 4      | 4      | 42,5   | 44,4  | 38,1   | 100,0 | 5,30    | 5,30    | 1,80   | 1,30   | 21,30  |
| 2024     | Dallas    | 22     | 22     | 40,0   | 47,0  | 39,0   | 85,0  | 3,68    | 5,14    | 1,00   | 0,31   | 22,14  |
| Carrière | Carrière  | 96     | 96     | 36,7   | 45,8  | 39,2   | 88,3  | 3,68    | 4,91    | 1,33   | 0,55   | 23,03  |

Dernière mise à jour effectuée le 18 juin 2024.

## Records sur une rencontre en NBA
Les records personnels de Kyrie Irving en NBA sont les suivants, :
| Record de la franchise |

| Type de statistique        | Saison régulière | Saison régulière          | Saison régulière | Playoffs | Playoffs                   | Playoffs      |
| Type de statistique        | Record           | Adversaire                | Date             | Record   | Adversaire                 | Date          |
| -------------------------- | ---------------- | ------------------------- | ---------------- | -------- | -------------------------- | ------------- |
| Points                     | 60               | @ Magic d'Orlando         | 15 mars 2022     | 42       | Celtics de Boston          | 23 mai 2017   |
| Paniers marqués            | 20               | 2 fois                    | 2 fois           | 17       | @ Warriors de Golden State | 13 juin 2016  |
| Paniers tentés             | 36               | Trail Blazers de Portland | 28 janvier 2015  | 29       | Warriors de Golden State   | 7 juin 2017   |
| Paniers à 3 points réussis | 11               | Trail Blazers de Portland | 28 janvier 2015  | 7        | Warriors de Golden State   | 9 juin 2017   |
| Paniers à 3 points tentés  | 19               | Trail Blazers de Portland | 28 janvier 2015  | 12       | 2 fois                     | 2 fois        |
| Lancers francs réussis     | 17               | Pacers de l'Indiana       | 10 février 2021  | 11       | 3 fois                     | 3 fois        |
| Lancers francs tentés      | 17               | 2 fois                    | 2 fois           | 12       | 3 fois                     | 3 fois        |
| Rebonds offensifs          | 5                | Hawks d'Atlanta           | 9 décembre 2022  | 3        | 7 fois                     | 7 fois        |
| Rebonds défensifs          | 10               | 3 fois                    | 3 fois           | 8        | 2 fois                     | 2 fois        |
| Rebonds totaux             | 11               | 8 fois                    | 8 fois           | 11       | 2 fois                     | 2 fois        |
| Passes décisives           | 18               | Raptors de Toronto        | 16 janvier 2019  | 11       | 2 fois                     | 2 fois        |
| Interceptions              | 8                | Heat de Miami             | 21 janvier 2019  | 4        | 3 fois                     | 3 fois        |
| Contres                    | 4                | 3 fois                    | 3 fois           | 3        | @ Pacers de l'Indiana      | 23 avril 2017 |
| Balles perdues             | 9                | Timberwolves du Minnesota | 4 novembre 2013  | 4        | 10 fois                    | 10 fois       |
| Minutes jouées             | 48               | @ Cavaliers de Cleveland  | 20 janvier 2021  | 45       | @ Bucks de Milwaukee       | 10 juin 2021  |

- Double-double : 79 (dont 7 en playoffs)
- Triple-double : 3

Dernière mise à jour : 14 mars 2024

## Salaires
| Année       | Équipe      | Salaire       |
| ----------- | ----------- | ------------- |
| 2011-2012   | Cavaliers   | 5 144 280 $   |
| 2012-2013   | Cavaliers   | 5 530 080 $   |
| 2013-2014   | Cavaliers   | 5 607 240 $   |
| 2014-2015*  | Cavaliers   | 7 070 730 $   |
| 2015-2016   | Cavaliers   | 14 746 000 $  |
| 2016-2017   | Cavaliers   | 17 638 063 $  |
| 2017-2018   | Celtics     | 18 868 625 $  |
| 2018-2019   | Celtics     | 20 099 189 $  |
| 2019-2020   | Nets        | 31 742 000 $  |
| 2020-2021   | Nets        | 33 460 350 $  |
| 2021-2022   | Nets        | 34 916 200 $  |
| Total Gains | Total Gains | 194 822 757 $ |
| 2022-2023   | Dallas      | 38 917 057 $  |

Note : * Pour la saison 2014-2015, le salaire moyen d'un joueur évoluant en NBA est de 4 500 000 $.

## Vie personnelle
Irving est né à Melbourne, Victoria, Australie où son père Drederick Irving jouait en tant que professionnel pour les Bulleen Boomers. Il vit en Australie avant de venir aux États-Unis à l'âge de 2 ans. Il a la double nationalité, mais a choisi de jouer au basket-ball pour les États-Unis. Sa mère Elizabeth meurt à l'âge de 29 ans d'un sepsis alors que Kyrie a quatre ans.
Kyrie Irving est le père d'une fille, Azurie Elizabeth Irving, (nom donné en référence à sa mère), née en novembre 2015.
En 2016, Irving a eu une relation avec la chanteuse Kehlani.
En avril 2021, Irving annonce être musulman et pratiquer le jeûne lors du ramadan. Il déclare aussi être attaché à toutes les religions.

## Cinéma
En 2018, il est à l'affiche du film Uncle Drew aux côtés de Shaquille O'Neal et Reggie Miller.

## Jeux vidéo
Depuis le jeu NBA 2K12, Kyrie Irving apparaît dans la série de jeux vidéo NBA 2K. En 2017, il est sur la jaquette du jeu NBA 2K18.